# 日野啟三
日野啓三（日野 啓三，1929年6月14日—2002年10月14日），日本作家，出生於東京府豐多摩郡。1952年東京大學文學部社会学科畢業，曾任讀賣新聞外報部勤務。曾在1974及1986年分別獲得芥川龍之介賞和谷崎潤一郎賞。2000年因蛛网膜下腔出血倒地，不良於行。2002年10月14日因大腸癌逝世。